# Petros Mpagkalianīs
Petros Mpagkalianīs (in greco Πέτρος Μπαγκαλιάνης?; Kallikrateia, 6 febbraio 2001) è un calciatore greco, difensore del Larissa.

## Carriera

### Club
Cresciuto nel settore giovanile dell'Arīs Salonicco, debutta in prima squadra il 6 giugno 2020, in occasione dell'incontro di Souper Ligka Ellada vinto per 3-1 contro l'OFI Creta. Realizza la sua prima rete con la squadra e contestualmente in campionato l'8 luglio successivo, nell'incontro perso per 2-4 contro l'Olympiacos. In una stagione e mezza totalizza 16 presenze. Il 20 luglio 2021 viene acquistato dall'Olympiakos, che lo aggrega alla propria squadra riserve. Il 15 luglio 2022 viene ceduto in prestito al PAS Giannina.

### Nazionale
Nel 2020 ha giocato una partita con la nazionale greca Under-21, valida per le qualificazioni agli Europei di categoria.

## Statistiche

### Presenze e reti nei club
Statistiche aggiornate al 29 novembre 2022.
| Stagione              | Squadra               | Campionato            | Campionato | Campionato | Coppe nazionali | Coppe nazionali | Coppe nazionali | Coppe continentali | Coppe continentali | Coppe continentali | Altre coppe | Altre coppe | Altre coppe | Totale | Totale |
| Stagione              | Squadra               | Comp                  | Pres       | Reti       | Comp            | Pres            | Reti            | Comp               | Pres               | Reti               | Comp        | Pres        | Reti        | Pres   | Reti   |
| --------------------- | --------------------- | --------------------- | ---------- | ---------- | --------------- | --------------- | --------------- | ------------------ | ------------------ | ------------------ | ----------- | ----------- | ----------- | ------ | ------ |
| 2019-2020             | Arīs Salonicco        | SL                    | 0+7        | 0+1        | CG              | -               | -               |                    | -                  | -                  |             | -           | -           | 7      | 1      |
| 2020-2021             | Arīs Salonicco        | SL                    | 6+2        | 0          | CG              | 1               | 0               |                    | -                  | -                  |             | -           | -           | 9      | 0      |
| Totale Arīs Salonicco | Totale Arīs Salonicco | Totale Arīs Salonicco | 6+9        | 0+1        |                 | 1               | 0               |                    | -                  | -                  |             | -           | -           | 16     | 1      |
| 2021-2022             | Olympiacos B          | SL2                   | 25         | 1          |                 | -               | -               |                    | -                  | -                  |             | -           | -           | 25     | 1      |
| 2021-2022             | Olympiacos            | SL                    | 0+2        | 0          | CG              | 1               | 0               | UCL+UEL            | -                  | -                  |             | -           | -           | 3      | 0      |
| 2022-2023             | PAS Giannina          | SL                    | 8          | 0          | CG              | 1               | 0               |                    | -                  | -                  |             | -           | -           | 9      | 0      |
| Totale carriera       | Totale carriera       | Totale carriera       | 50         | 2          |                 | 3               | 0               |                    | -                  | -                  |             | -           | -           | 53     | 2      |

## Palmarès

### Club

#### Competizioni nazionali
- Campionato greco: 1

Olympiakos: 2021-2022
- Souper Ligka Ellada 2: 1

Larissa: 2024-2025 (girone A)